# Gonotrephes friga
Gonotrephes friga är en fjärilsart som beskrevs av Druce 1906. Gonotrephes friga ingår i släktet Gonotrephes och familjen björnspinnare. Inga underarter finns listade i Catalogue of Life.